# Инуитски језици
Инуитски језици су језици којима говоре Инуити (Ескими). Ови језици се говоре у Канади, Русији, Аљасци и на Гренланду. Инуитске језике говори око 100.000 Инуита.

## Класификација
Инуитски језици
Инупиачки језик (или инупиатски)
Севардско инупиачки дијалекат (или кавиарачки или северозападноаљаски инупиачки)
Северноаљаско инупиачки дијалекат (или инупиатун) (укључује умармиутун)
Инувиалуктун језик
Сиглитун дијалекат
Инуинактун дијалекат (или кангирјуармиутун)
Нацилингмиутут дијалекат
Инуктитут језик
Нунатсиавумиутут дијалекат
Нунавимиутитут дијалекат
Кикикталук нигиани дијалекат
Кикикталук уанангани дијалекат
Аивилимиутут дијалекат
Кивалирмиутут дијалекат
Гренландски језик
Калалисут дијалекат
Тунумисут дијалекат (или тунумит орасијат)
Аванерсуак дијалекат (или инуктун)